# Melitta Schenk Gräfin von Stauffenberg
Melitta Schenk Gräfin von Stauffenberg z domu Schiller (ur. 9 stycznia 1903 w Krotoszynie, zm. 8 kwietnia 1945 koło Straubing) – niemiecka kapitan lotnictwa wojskowego, konstruktorka samolotów. Jako jedna z dwóch kobiet w historii Niemiec odznaczona Krzyżem Żelaznym II Klasy.

## Życiorys
Jej ojcem był Michael Schiller radca budowlany, pochodzący z rodziny żydowskich handlarzy futer. Matką była Margaret z domu Eberstein. Melitta miała czworo rodzeństwa. Rodzina Schillerów przeniosła się do Jeleniej Góry
W 1922 r. Melitta rozpoczęła studia w zakresie matematyki, fizyki i inżynierii lotniczej w Wyższej Szkole Technicznej w Monachium (Technische Hochschule München), które ukończyła z w 1927 r.
Melitta podjęła pracę w Deutsche Versuchsanstalt für Luftfahrt (DVL), instytucie lotnictwa eksperymentalnego w Berlinie-Adlershof w 1928 r. Uczyła się także latania na samolotach. Z powodu żydowskiego pochodzenia została zwolniona z Luftwaffe w 1936 r. Pracując dla firmy Askania w Berlinie, opracowała systemy nawigacji i kierowania dla wodnosamolotów takich jak Blohm & Voss Ha 139 i Dornier Do 18. W 1937 poślubiła historyka, Alexandra Grafa Schenka von Staufenberga (małżeństwo z arystokratą zdjęło z niej odium pochodzenia). Bratem jej męża był organizator zamachu na Hitlera w 1944 r. Claus Schenk Graf von Stauffenberg.
28 października 1937 została mianowana kapitanem lotnictwa, jako druga kobieta w historii Niemiec (po Hannie Reitsch). Uzyskała licencję pilota wszystkich typów samolotów, licencję pilota-akrobaty oraz szybowcową.
W 1939 r. została pilotem doświadczalnym w Rechlin (Meklemburgia). Specjalizowała się w badaniach celności zrzutu bomb z lotu nurkowego. Wykonała aż 2,5 tysiąca nurkowań samolotami wojskowymi, do 15 razy dziennie z wysokości 4000 metrów. Jej zasługi uchroniły rodzinę Schillerów przed wywiezieniem do obozów koncentracyjnych.
Od 1942 r. badała samoloty dla Akademii Luftwaffe w Berlinie-Gatow. Za odparcie ataku samolotu alianckiego otrzymała Krzyż Żelazny II Klasy w 1943 r. Magisterium otrzymała w 1944 r. W tym samym roku została kierowniczką instytutu doświadczalnego Versuchsstelle für Flugsondergeräte.
Po nieudanym zamachu Clausa von Stauffenberga na Hitlera, w ramach odpowiedzialności zbiorowej (Sippenhaft), została aresztowana 25 lipca 1944, podobnie jak i inni członkowie rodziny von Stauffenberg. Ze względu na ważne zadania wojenne została zwolniona z aresztu 2 września 1944.
8 kwietnia 1945 r., lecąc samolotem  do południowych Niemiec w celu odszukania uwięzionego męża, została zestrzelona przez amerykańskiego lotnika niedaleko Straßkirchen w Bawarii. Zmarła po awaryjnym lądowaniu na skutek ran postrzałowych.

### Odznaczenia
- Krzyż Żelazny II Klasy – 1943[2]
- Złota Odznaka Pilota z Rubinami i Brylantami – 1943[2]